# Tomohiro Wanami
Tomohiro Wanami (jap. 和波 智広, Wanami Tomohiro; * 27. April 1980 in Inabe, Präfektur Mie) ist ein ehemaliger japanischer Fußballspieler.

## Karriere
Wanami erlernte das Fußballspielen in der Schulmannschaft der Akatsuki High School. Seinen ersten Vertrag unterschrieb er 1999 bei den Bellmare Hiratsuka (heute: Shonan Bellmare). Der Verein spielte in der höchsten Liga des Landes, der J1 League. Am Ende der Saison 1999 stieg der Verein in die J2 League ab. Für den Verein absolvierte er 52 Spiele. 2001 wechselte er zum Erstligisten Consadole Sapporo. Am Ende der Saison 2002 stieg der Verein in die J2 League ab. 2004 wurde er an den Erstligisten Vissel Kobe ausgeliehen. Im Mai 2004 kehrte er zu Consadole Sapporo zurück. Für den Verein absolvierte er 174 Spiele. Von Februar 2008 bis Januar 2013 pausierte er. Am 1. Februar 2013 verpflichtete ihn Veertien Mie. Bei dem Verein aus Kuwana stand er bis Januar 2020 unter Vertrag. Der Verein spielte zuletzt in der vierten Liga, der Japan Football League.
Am 1. Februar 2020 beendete er seine Karriere als Fußballspieler.